# Waterkoker

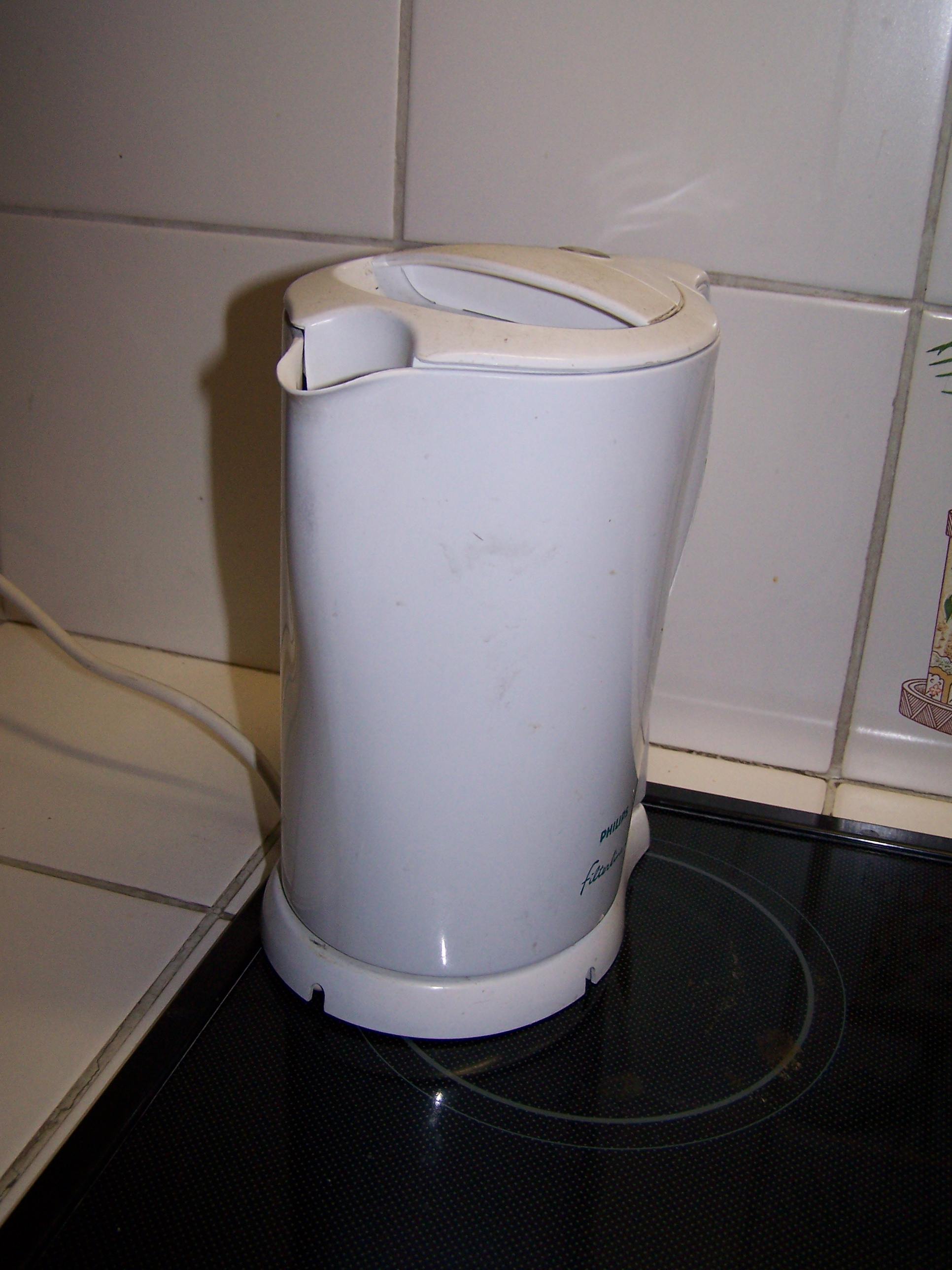
Een waterkoker

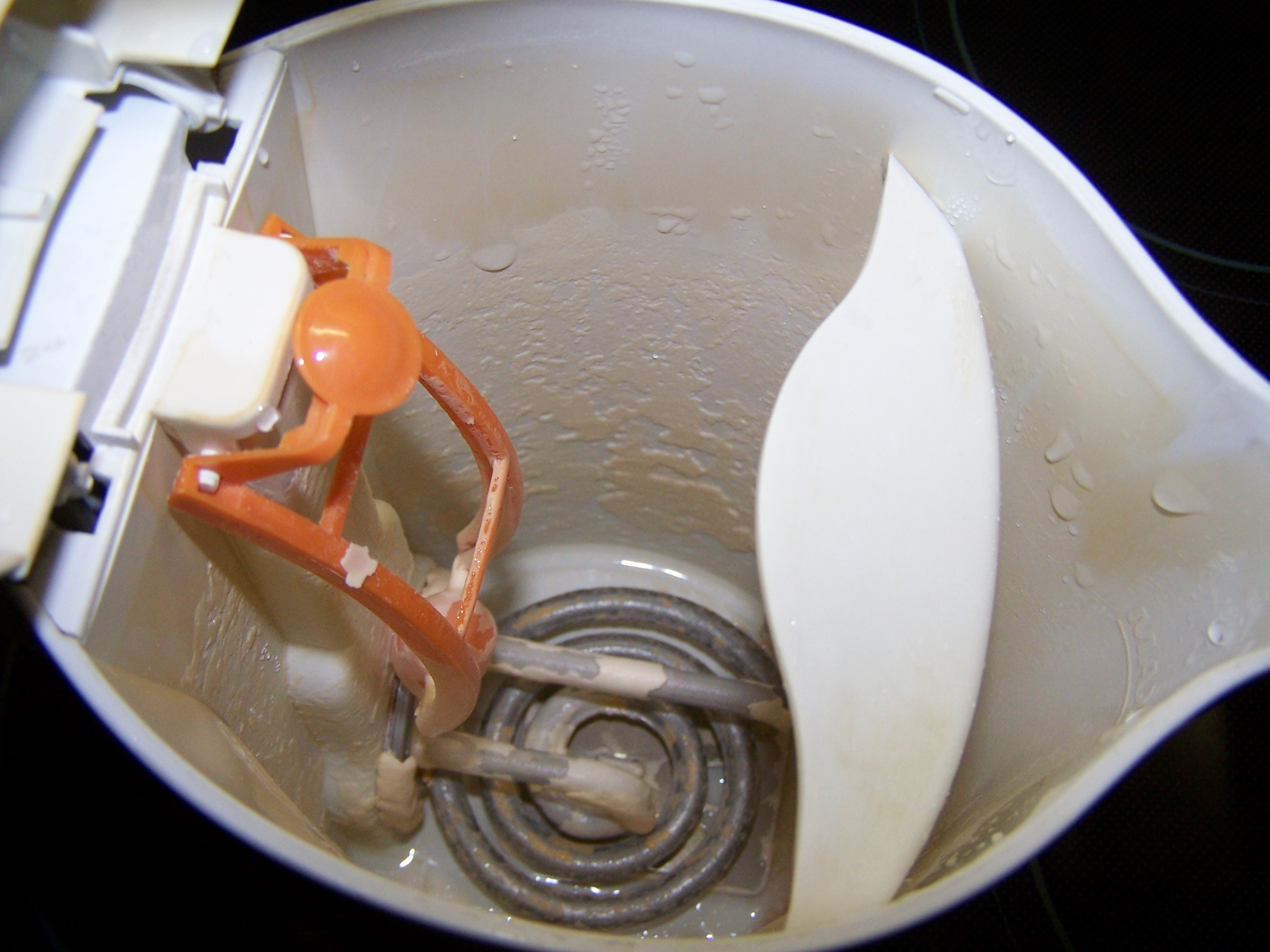
Binnenkant van een waterkoker met veel kalkaanslag.

Een waterkoker is een elektrisch apparaat waarmee water verwarmd kan worden tot het kookpunt.
Elektrische waterkokers bestaan voornamelijk uit een reservoir voor water, een handvat, een schakelaar, een verwarmingselement en een snoer met een stekker. Onder in het reservoir bevindt zich een verwarmingselement waarmee het water verwarmd wordt. Bovenin (vaak verborgen in het handvat) zit een constructie met een bimetaal die de waterkoker uitschakelt zodra er stoom bij komt. Wanneer het deksel opengelaten wordt, kan de stoom soms niet goed bij het bimetaal komen en kan de waterkoker aan blijven staan. Ook onderin zit vaak een bimetaalschakelaar die voorkomt dat het verwarmingselement doorbrandt als de koker aangezet wordt zonder of met te weinig water in het reservoir, dit is een droogkookbeveiliging.

## Onderhoud
Een waterkoker met een spiraalvormig verwarmingselement zal na verloop van tijd last hebben van het aankoeken van kalk op het element. Dit kan worden verwijderd door de waterkoker te vullen met verdunde natuurazijn. Na een paar minuten is de kalk in de azijn opgelost.
Het merendeel van spiraalelementen heeft een buisvormige behuizing van verchroomd koper. De natuurazijn tast het chroom aan waardoor deeltjes chroom en koper in het kookwater terecht kunnen komen. Een waterkoker met een roestvaststalen waterreservoir waar de spiraal zich onder de bodem bevindt, in plaats van in het reservoir, heeft daar geen last van.

## Geschiedenis
Water werd eeuwenlang gekookt in ijzeren en koperen ketels. Uiteindelijk kwamen er speciale waterkokers, die in verschillende landen een eigen vorm hebben. De elegante Russische Samowar, gemaakt van metaal, zou zijn oorsprong hebben in Perzië. In Engeland werden zilveren waterkokers in de achttiende eeuw onderdeel van de Engelse theezet gewoontes. Deze ketels werden nog steeds op vuur verwarmd, een praktijk die pas aan einde van de 19e eeuw geleidelijk zou veranderen.

### Elektrische waterkoker
Carpenter Electric Company uit Chicago introduceerde een eerste elektrische waterkoker in 1891. Hij had een verwarmingselement in een apart compartiment onder een waterreservoir. In hetzelfde jaar ontwikkelde het Britse bedrijf R.E.B. Crompton een warmteradiator voor de waterkoker. Carpenter Electric Company implementeerde het concept van Crompton in de waterkoker die zij presenteerde op de The Chicago World's Fair in 1893.

### Ingebouwde verwarming
In 1922 introduceerde het bedrijf Swan de eerste elektrische waterkoker met ingebouwd verwarmingselement. Het verwarmingselement was ondergebracht in een metalen buis die bevestigd was in het waterreservoir van een waterketel. Dit ontwerp werd toenemend populair. Gedurende de jaren 1930 kwamen metalen waterkokers met handgrepen en deksels van de nieuwe kunststof bakeliet in de mode. In de Tweede Wereldoorlog was metaal schaars en kwamen er keramische waterkokers op de markt.

### Automatische waterkoker
De eerste automatische waterkoker werd gefabriceerd door Russell Hobbs, een bedrijf opgericht in het Verenigd Koninkrijk in de jaren 1950 door William Russell en Peter Hobbs. Eerder kookten elektrische waterkokers droog als ze zonder toezicht werden gelaten, of veroorzaakten ze elektrische schokken. In automatische waterkokers van Russell Hobbs zorgde een strip van bimetaal ervoor dat de ketel uitschakelde als stoom onder druk langs deze strip werd geleid.

### Uitvinders
Uitvinders bleven door de jaren heen verbeteringen voor de waterkoker bedenken. In 1923 vond Arthur L. Large uit het Verenigd Koninkrijk het eerste volledig onderdompelbare warmteweerstand uit. De ketelmaker Walter H. Bullpitt bedacht in de vroege jaren 1930 de veiligheidsklep. De Britse uitvinder en ondernemer John C. Taylor ontwikkelde en perfectioneerde de ketelthermostaat, die zorgt er voor dat de ketel wordt uitgeschakeld als het water kookt. Taylors bedrijf, Castletown Thermostats, verkocht honderden miljoenen van deze thermostaten.